# Sphodromantis viridis viridis
Sphodromantis viridis viridis es una subespecie de mantis de la familia Mantidae.

## Distribución geográfica
Se encuentra en Egipto, Argelia, Arabia Saudita, Etiopía, Israel, Yemen, Kenia, Libia, Marruecos, Mauritania, Territorios Palestinos, Sudán, Siria, Tanzania, Chad, Túnez y Uganda.